# Johnny Pacar
Johnny Pacar, de son vrai nom John Edward Păcuraru, est un acteur et chanteur américain d'origine roumaine né le 6 juin 1981 à Dearborn, Michigan.

## Biographie
Johnny était destiné à une carrière de joueur de hockey: il en a toujours rêvé. Cependant, ce rêve est mis de côté le jour où il découvre sa passion pour la scène durant les productions théâtrales de son lycée. Johnny reçoit de bons échos à propos de son talent d'acteur et est donc encouragé à s'installer à Los Angeles pour commencer une vie d'acteur.
Son autre passion : jouer de la guitare et chanter. Il est le meneur du groupe de rock Forever the day

## Filmographie

### Cinéma
- 2004 : Purgatory House : Sam
- 2004 : Les Ex de mon mec (Little Black Book) : Jamal
- 2006 : Detroit : Spike
- 2007 : The Dead Undead : Travis
- 2008 : Wild Child : Roddy
- 2009 : Love Hurts : Justin Bingham
- 2009 : Cryptic : Damon
- 2011 : Playback : Julian Miller
- 2011 : Fort McCoy : Texas Slim
- 2012 : My Fair Lady : Lloyd Carter
- 2013 : Chaneling : Conner
- 2013 : Bet on Red (Court-métrage) : Bobby
- 2014 : The Remaining : Tommy

### Télévision
- 2002 : Amy (Judging Amy) (série télévisée) : Jason Christopher
- 2002-2003: Boston Public (série télévisée) : Boone
- 2003 : Les frères Garcia (The Brothers Garcia) (série télévisée) : Rush Bauer
- 2003 : Tru Calling : Compte à rebours (série télévisée) : Adam Whitman
- 2003-2004 : Mes plus belles années (American Dreams) (série télévisée) : Jimmy Frances
- 2004 : Une famille du tonnerre (George Lopez) (série télévisée) : Noah
- 2004 : Flammes sur la ville (Combustion) (Téléfilm) : Jesse Harper
- 2005 : Médium (série télévisée) : Un garçon intoxiqué
- 2005 : Le Manoir de la Magie (Now You See It) (Téléfilm) : Danny Sinclair
- 2005-2010 : Le Crash du vol 29 (Flight 29 Down) (Téléfilm) : Jackson
- 2006 : Cold Case : Affaires classées (série télévisée) : Dayton '95
- 2007 : Les Experts : Miami (CSI: Miami) (série télévisée) : Nathan Atherton
- 2007 : Preuve à l'appui (Crossing Jordan) (série télévisée)  : Ben Kensith
- 2008 : Eli Stone (série télévisée) : Eli Stone à 19 ans
- 2008 : Une leçon de vie (Front of the Class) (Téléfilm) : Jeff
- 2009 : Ghost Whisperer (série télévisée) : Miles Maitland
- 2009-2011 : Championnes à tout prix (Make It or Break It) (série télévisée) : Damon Young
- 2010 : Flight 29 Down: The Hotel Tango (Téléfilm) : Jackson
- 2011 : Warehouse 13 (série télévisée) : Dwayne Maddox
- 2011 : Zombie Apocalypse (Téléfilm) : Julien
- 2013 : Hot Mess (Téléfilm) : Ben